# Ceratophyllum
Genre
Classification phylogénétique
Ceratophyllum (les Cératophylles ou Cornifles) est un genre de plantes à fleurs de la famille des Ceratophyllaceae. Ce sont plantes aquatiques vasculaires.

## Taxonomie
Les espèces de ce genre semblent pouvoir prendre des formes très variables et taxonomiquement difficiles à déterminer.
Deux espèces cosmopolites sont bien définies et connues : Ceratophyllum demersum et C. submersum.
Plus de 30 espèces locales ont été décrites et définies, généralement sur la base du nombre et de la position des épines sur le fruit, mais la plupart d'entre elles ne sont probablement que des variantes des principales espèces.

## Écologie
Toutes les plantes de cette famille sont aquatiques strictes et dépourvues de racines, de stomates, de cuticules et de bois ou autres structures ligneuses. Elles ne supportent qu'une courte émersion.
Les fleurs se forment et ne libèrent leur pollen que sous l'eau.
Leur pollen est lisse (sans ouverture) et doté d'une exine (cuticule externe) très fine.
Ce genre est associé aux Nymphaeaceae et son embryon présente quelques similitudes avec celui du genre Nelumbo.

## Liste d'espèces
Selon ITIS (26 mai 2015) :
- Ceratophyllum demersum L.
- Ceratophyllum echinatum A.Gray
- Ceratophyllum muricatum Cham.
- Ceratophyllum submersum L.